# Bielice (powiat nyski)
Bielice (niem. Bielitz) – wieś w Polsce położona w województwie opolskim, w powiecie nyskim, w gminie Łambinowice.
W latach 1975–1998 miejscowość należała administracyjnie do województwa opolskiego.
W 2011 liczba ludności wynosiła 882 osoby. W miejscowości znajduje się prowadzone przez Towarzystwo Pomocy im. św. Brata Alberta Schronisko św. Brata Alberta (od 1988) oraz Parafia św. Katarzyny Aleksandryjskiej w Bielicach wraz z kościołem św. Katarzyny Aleksandryjskiej.

## Historia
Od końca XVIII w. wieś posiadała własną pieczęć gminną, na której wizerunku przedstawiono wspiętego lwa, skierowanego w prawo, przednie łapy opiera na tarczy, na której widnieje lilia.

## Zabytki
Do wojewódzkiego rejestru zabytków wpisane są:
- kościół par. pw. św. Katarzyny, z XV/XVI w., XVIII w., 1833 r.
- plebania, z pierwszej poł. XIX w. w.
- kaplica
- dwór, z XVI/XVII w., z pierwszej poł. XIX w. w.
- zagroda nr 37 (d. 75), z XIX w.: (nie istnieje)
  - dom
  - budynki gospodarcze
- zagroda nr 45 (d. 78), z poł. XIX w.:
  - dom
  - budynki gospodarcze
- zagroda nr 46 (d. 35), z pierwszej poł. XIX w. w.:
  - dom
  - budynki gospodarcze
- zagroda nr 50 (d.33), z poł. XIX w.:
  - dom
  - budynki gospodarcze
  - dom nr 74 (d. 22), z k. XVIII w.
- zagroda nr 83 (d. 92), z pierwszej poł. XIX w. w.:
  - dom
  - budynki gospodarcze
- zagroda nr 85/57 (d. 93), z poł. XIX w.:
  - dom
  - budynek gospodarczy, d. dom mieszkalny (nie istnieje)
  - brama (nie istnieje)
- zagroda nr 118/120 (d. 18), z 1864 r.:
  - dom
  - budynki gospodarcze
  - brama z furtą
- zagroda nr 134 (d. 14), z 1853 r.:
  - dom
  - budynki gospodarcze
  - brama